# Evangeliario de Ada

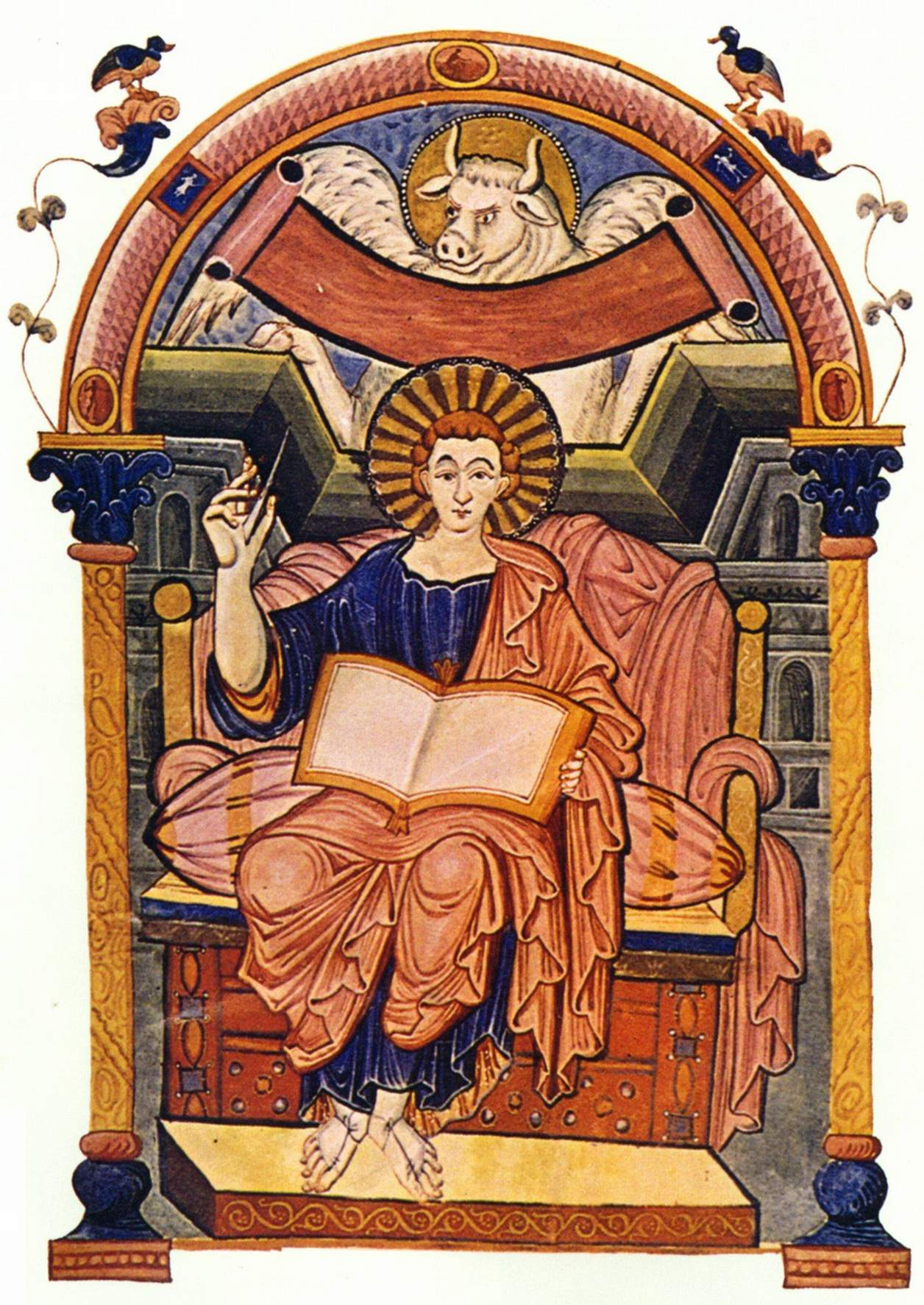
Evangelista Lucas

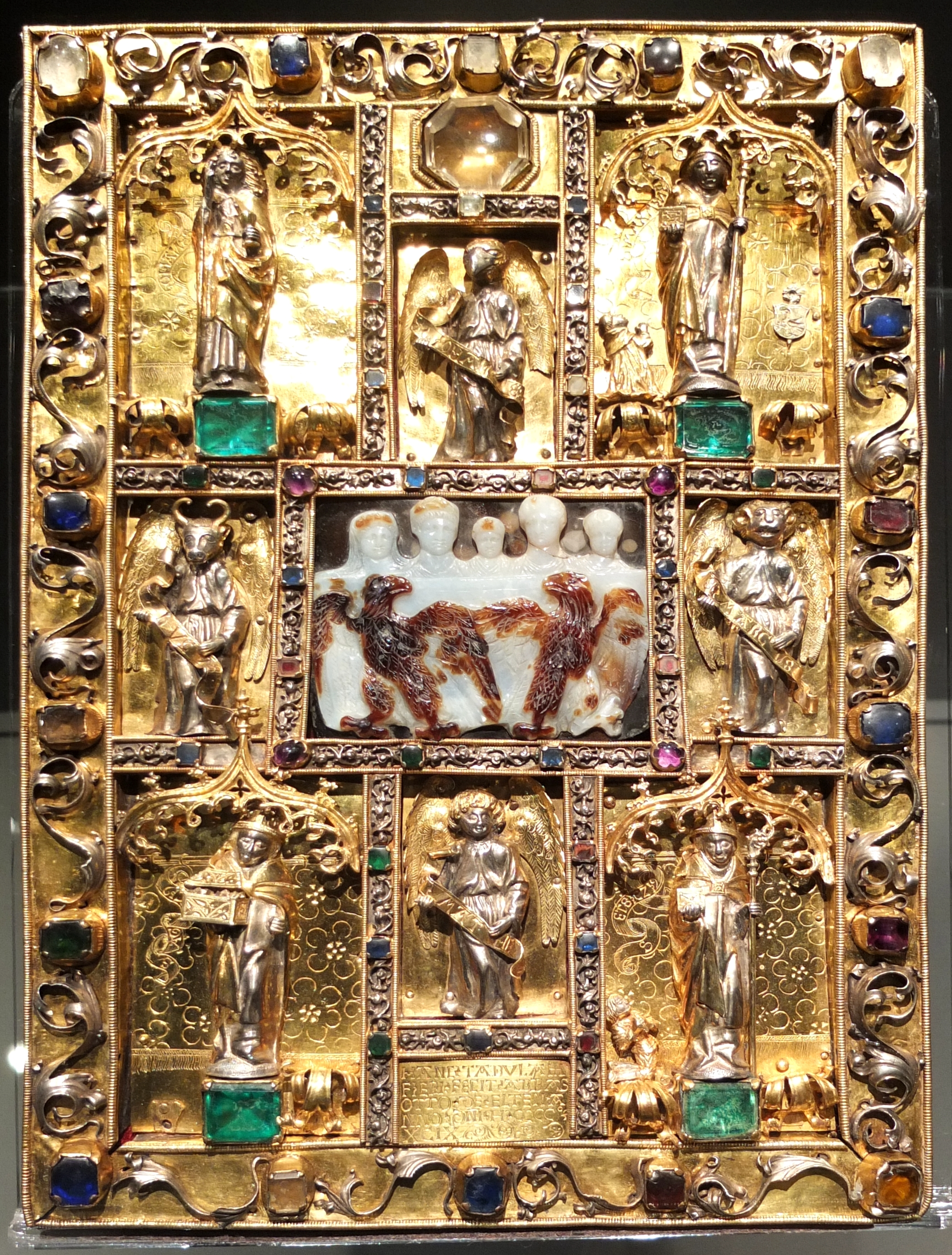
Cubierta

El Evangeliario de Ada es un manuscrito iluminado carolingio que se conserva en la Biblioteca Municipal de Tréveris con la marca de estantería Hs. 22.

## Origen
El Evangeliario se escribió entre 790 y 810, probablemente en Aquisgrán. Se considera la obra principal de la escuela palatina de Carlomagno. Debe su nombre a su mecenas Ada, descrita en varias fuentes como hermana de Carlomagno y abadesa.Varios manuscritos de diseño similar se agrupan estilísticamente como el grupo Ada o la escuela Ada, al igual que varios paneles de marfil que muestran rasgos estilísticos comparables.El texto está escrito en caligrafía uncial, capitalis rustica y minúscula carolingia temprana en tinta dorada. Tras varios recortes, el códice mide 36,6 × 24,5 cm y consta de 172 folios con dos columnas de 32 líneas cada una.

## La cubierta
En 1499 se realizó una magnífica encuadernación en oro para el manuscrito que, además de numerosas piedras preciosas, contiene un camafeo de águila romana con una representación de la familia de Constantino I como gema decorativa central.